# Andrzej z Krzymosz Olędzki
Andrzej z Krzymosz Olędzki herbu Rawicz – sędzia łukowski w latach 1658–1678, podsędek łukowski w latach 1652–1658.
Poseł na sejm 1658 roku. Poseł na sejm 1677 roku.